# Шерове
Ше́рове — село Коноплянської сільської громади в Березівському районі Одеської області в Україні. Населення становить 295 осіб. Колишній орган місцевого самоврядування — Коноплянська сільська рада.

## Населення
Згідно з переписом 1989 року населення села становило 294 особи, з яких 150 чоловіків та 144 жінки.
За переписом населення 2001 року в селі мешкало 297 осіб.

### Мова
Розподіл населення за рідною мовою за даними перепису 2001 року:
| Мова       | Відсоток |
| ---------- | -------- |
| українська | 98,64 %  |
| російська  | 0,68 %   |
| болгарська | 0,34 %   |
| молдовська | 0,34 %   |